# Coinage Act of 1849
Pour les articles homonymes, voir Coinage Act.
Le Coinage Act of 1849 (en français, loi sur la monnaie de 1849), adopté par le Congrès des États-Unis le 3 mars 1849, permet la création de deux nouvelles pièces : le dollar en or d'une valeur de 1 $ et le double eagle d'une valeur de 20 $.